# Francisco Yeste
Francisco Javier Yeste Navarro, Yeste (ur. 6 grudnia 1979 w Bilbao) – piłkarz hiszpański narodowości baskijskiej grający na pozycji lewego lub ofensywnego środkowego pomocnika. Wychowanek baskijskiego klubu Athletic Bilbao, gdzie grał w pierwszym zespole od 1998. Od 2012 roku zawodnik Baniyas SC.

## Kariera klubowa
- Debiut w Primera División: 07.02.1999 w meczu Racing Santander - Athletic 2:0.
- Pierwsza bramka w Primera División: 16.09.2000 w meczu Athletic - FC Barcelona 3:1.

## Kariera reprezentacyjna

### Młodzieżowa reprezentacja Hiszpanii
- Mistrzostwo świata U-20 (1999).

### Reprezentacja Kraju Basków(Euskadi)
- Debiut: 27.12.2003 w meczu Euskadi - Urugwaj 2:1.
- Bilans: 5 meczów, 3 gole.